# Diễn viên hài
Diễn viên hài hay nghệ sĩ hài là người hoạt động nghệ thuật, dùng sở trường phục vụ cho khán giả bằng cách làm cho họ cười. Điều này có thể được thực hiện bằng các mẩu truyện cười, các tình huống hài hước hay hành động ngớ ngẩn, điên khùng. Kiểu diễn viên hài đứng thuyết trình trực tiếp trước mặt khán giả được gọi là diễn viên hài độc thoại. Ở Việt Nam, những nghệ sĩ hài gạo cội hoặc gây được tiếng vang và danh tiếng lớn trong sự nghiệp còn được gọi là danh hài.